# Krowiniec (Wszachów)
Krowiniec – część wsi Wszachów w Polsce, położona w województwie świętokrzyskim, w powiecie opatowskim, w gminie Baćkowice.
W latach 1975–1998 Krowiniec administracyjnie należał do województwa tarnobrzeskiego.